# 瑞恩·羅特曼
瑞恩·羅特曼（英語：Ryan Rottman，1984年3月17日—）是美國的一位演員。他最著名的作品是在TeenNick影集Gigantic中飾演Joey Colvin角色。
羅特曼曾就讀於得克薩斯理工大學。他在2008年開始了自己的演藝生活，出演的首部電影是女郎我最兔。他也出演過90210等影集。

## 外部連結
- 瑞恩·羅特曼在互联网电影资料库（IMDb）上的資料（英文）